# Sciophila nebulosa
Sciophila nebulosa är en tvåvingeart som beskrevs av Wu 1995. Sciophila nebulosa ingår i släktet Sciophila och familjen svampmyggor.
Artens utbredningsområde är Zhejiang (Kina). Inga underarter finns listade i Catalogue of Life.